# Río Ussuri
El río Ussuri o Usuri (en ruso: река Уссури; en chino simplificado: 乌苏里江; en chino tradicional: 烏蘇里江; en pinyin: Wūsūlǐ Jiāng) es un largo río del noreste asiático, un afluente de la margen derecha del río Amur en su curso bajo. Tiene una longitud de 897 km y drena una cuenca de 193 000 km².
Administrativamente, discurre por los krais de Jabárovsk y Primorie de la Federación de Rusia y forma durante un largo tramo la frontera con la provincia china de Heilongjiang.

## Geografía
El río Ussuri nace en la cordillera de Sijoté-Alín, a menos de 50 km de la costa del mar de Japón Oriental. Primero se encamina en dirección sur, para luego describir una amplia curva y volverse hacia el norte hasta unirse al río Amur en la ciudad rusa de Jabárovsk. Gran parte de su recorrido delimita la frontera entre China y Rusia. La longitud total del río es de unos 897 km. Situado en una región de clima muy frío, el río permanece helado entre los meses de noviembre y abril. Las crecidas del río debidas al deshielo y a la lluvia son causa de frecuentes inundaciones en la zona.
Los principales tributarios del río Ussuri, en dirección aguas abajo, son los siguientes ríos:
- río Arsénievka (por la izquierda), con una longitud de 294 km y una cuenca de 7.060 km²;
- río Songacha (por la izquierda), el principal emisario del gran lago Janka (4.190 km²), que forma frontera entre China y Rusia, con una longitud de 180-210 km (cambia frecuentemente de cauce) y una cuenca de 25.600 km²;
- río Muling (por la izquierda), con una longitud de 577 km y una cuenca de 18.500 km²;
- río Bolshaya Ussurka (por la derecha), con una longitud de 440 km y una cuenca de 29.600 km²;
- río Bikin (por la derecha), con una longitud de 560 km y una cuenca de 22.300 km²;
- río Naoli (por la izquierda), con una longitud de 596 km y una cuenca de 24.000 km²;
- río Jor (o Khor) (por la derecha), con una longitud de 453 km y una cuenca de 24.700 km²;

## Historia
En 1891, la construcción de la línea del ferrocarril Transiberiano se inició por ambos extremos a la vez. El equipo oriental partió desde Vladivostok en dirección norte, discurriendo luego por la orilla derecha del río Ussuri hasta llegar a Jabárovsk, donde la línea cruzaba el río Amur mediante un gran puente. Este fue el primer tramo del Transiberiano que fue finalizado y entró en servicio en 1897, conocido como el ferrocarril Ussuri, con más de 750 km de longitud.
El río Ussuri también es famoso por haber sido escenario de enfrentamientos armados entre los ejércitos chino y soviético en el año 1969. El momento más grave fue el combate entre tropas chinas y rusas por la isla de Zhenbao o Damanski, entonces controlada por la Unión Soviética. En 1991 el gobierno ruso aceptó reconocer la soberanía china sobre muchas de las pequeñas islas situadas en el río como gesto de buena voluntad para poner fin a las disputas territoriales entre los dos países.